# Verkeersdrempel

Het officiële Nederlandse en Belgische (A14) waarschuwingsbord voor een verkeersdrempel

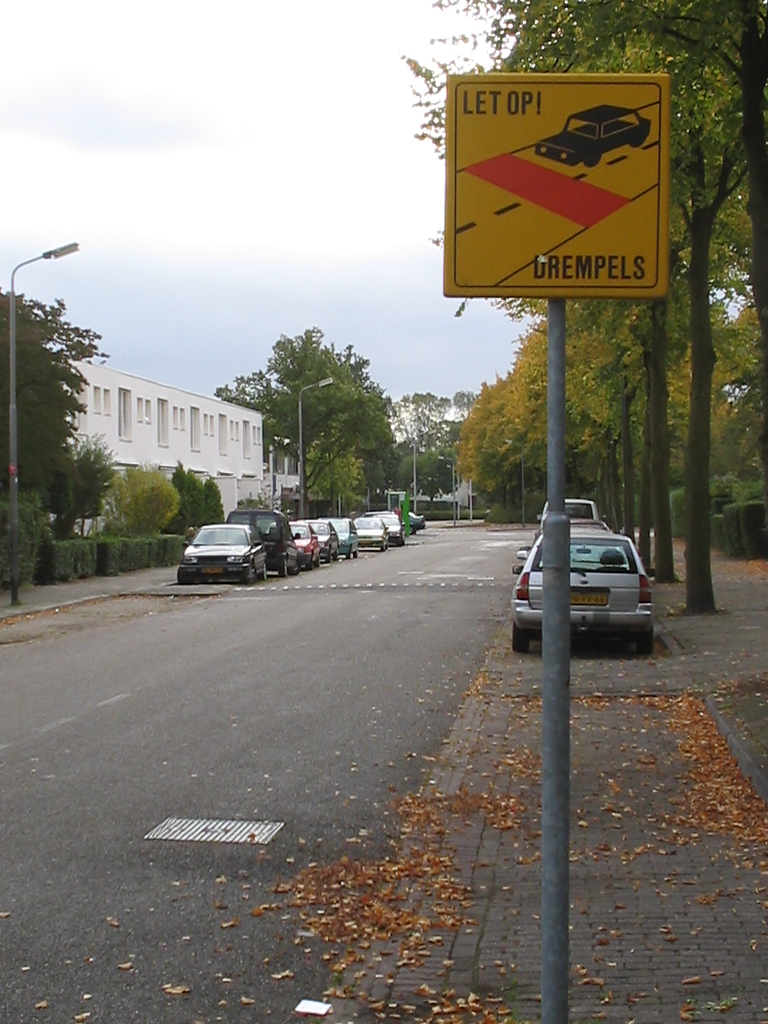
Drempel en verouderd aankondigingsbord

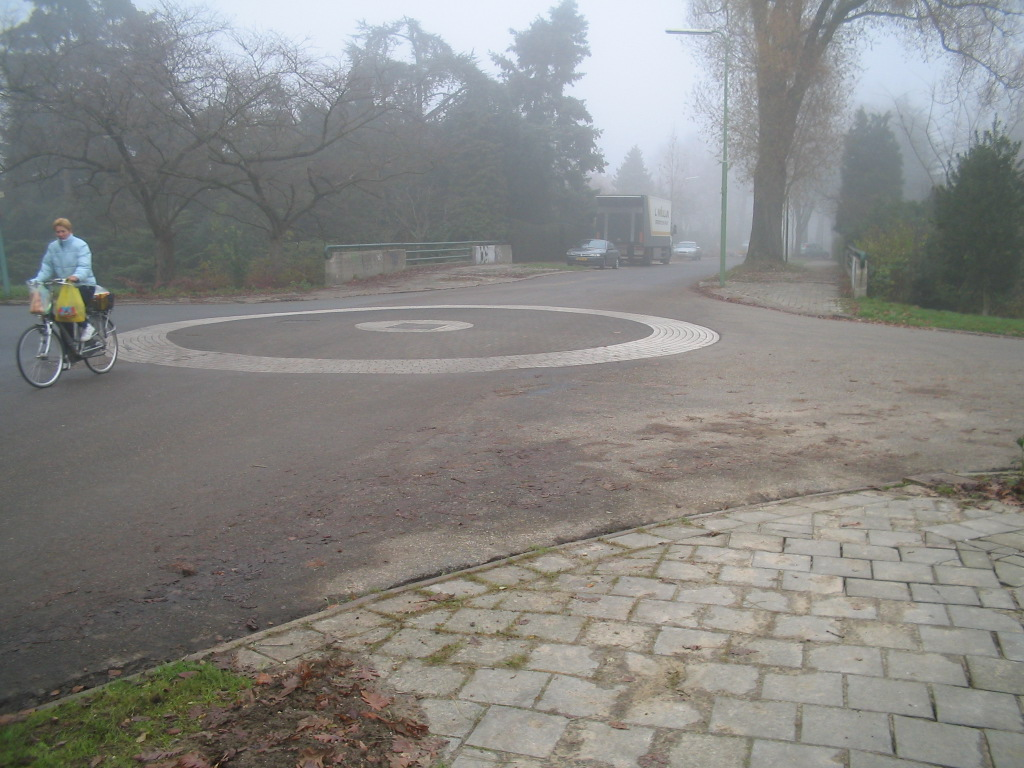
Een rond plateau op een kruising; een zogenaamde 'punaise'. Dit is géén minirotonde

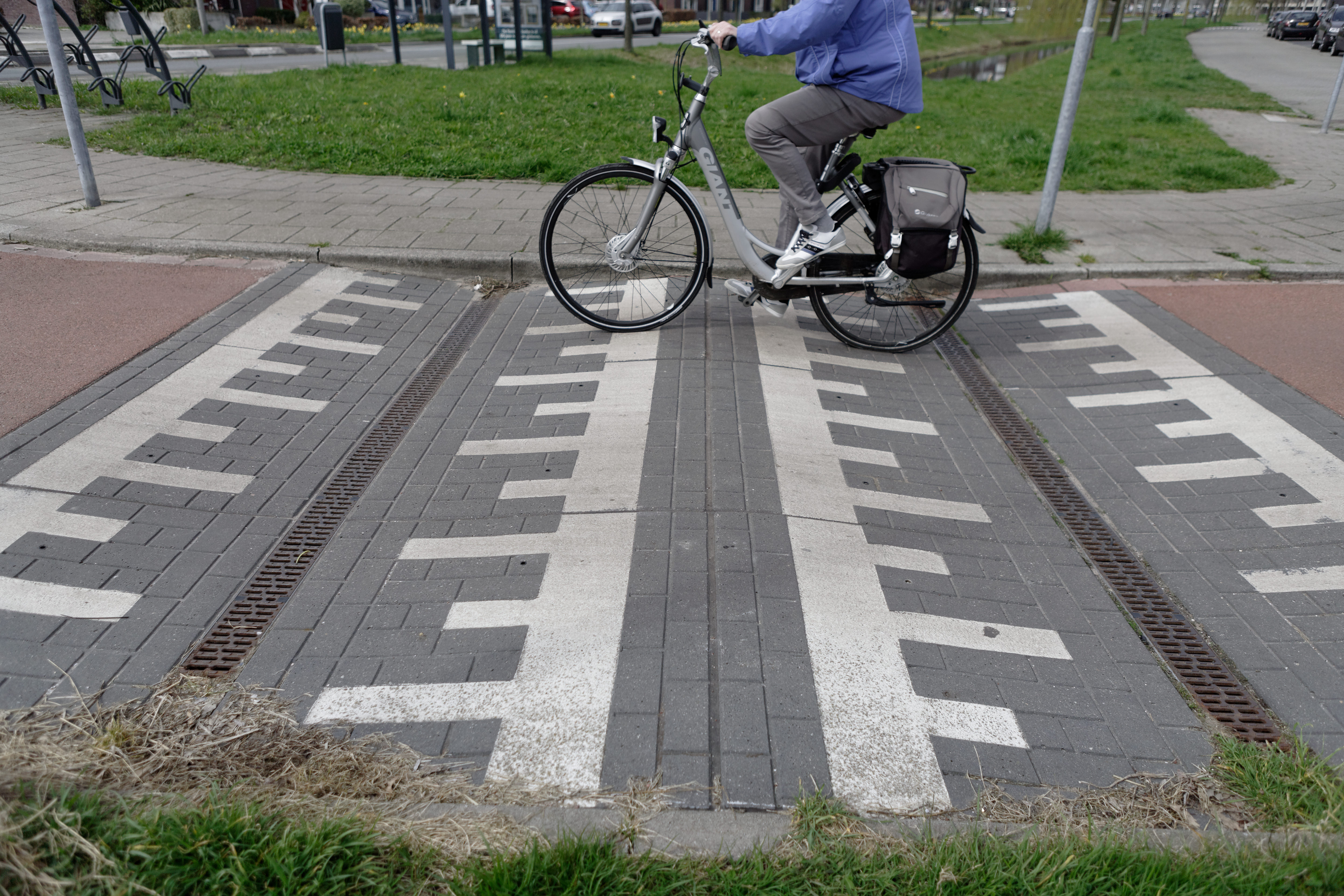
Een verdiept aangelegde drempel om de snelheid van (brom)fietsers te verminderen

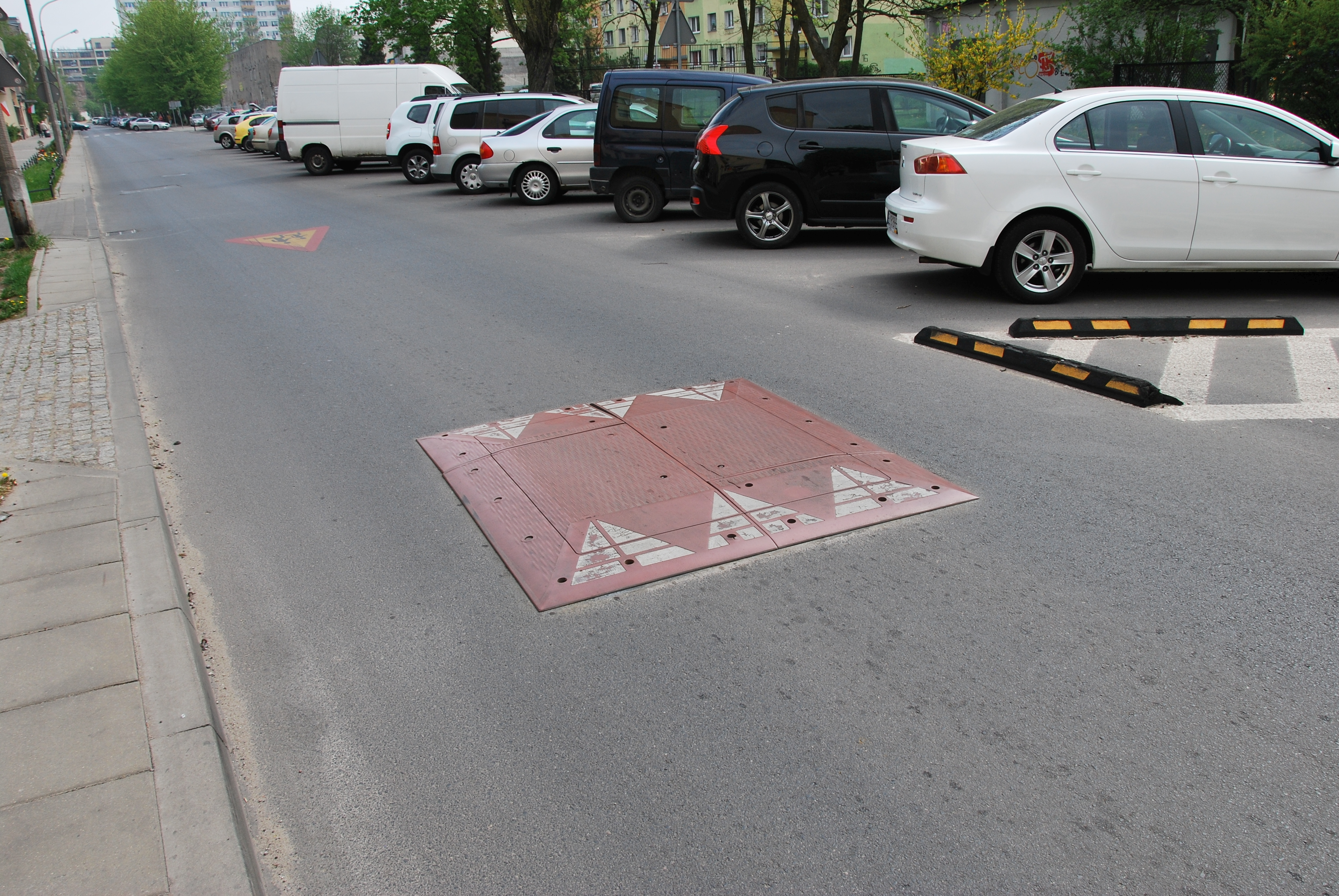
"Berlijns kussen" als snelheidsvertrager.

Een verkeersdrempel (ook: verkeersheuvel) is een infrastructurele aanpassing die ervoor moet zorgen dat de snelheid van het gemotoriseerde verkeer wordt gematigd, ofwel een snelheidsremmende maatregel voor het verkeer. De eerste verkeersdrempel in Nederland werd in 1970 in Delft gelegd door stedenbouwkundige Joost Váhl.
De snelheid waarmee men comfortabel over een drempel kan rijden hangt af van het ontwerp en het gebruikte voertuig. De standaarduitvoering in Nederland is een lengteprofiel in sinusvorm met een lengte van 4,80 meter. De hoogte bedraagt 8 tot 12 centimeter.
Meestal worden er geen drempels aangelegd op busroutes, dit vanwege het comfort en veiligheid in het voertuig (van de chauffeur en de inzittenden), maar ook omdat de relatief zware en goed geveerde bussen trillingen en schade kunnen veroorzaken. Met nieuwe verkeersdrempels, die bij zware voertuigen doorbuigen, en bij lichte voertuigen niet, zou dit probleem ondervangen moeten worden. Ook zijn busvriendelijke drempels in gebruik: plateautjes van ongeveer 1,65 m breed met afgeschuinde randen waar bussen met hun breed uiteen staande wielen net omheen kunnen terwijl de meeste auto's een hobbel ervaren.
Een cirkelvormige verkeersdrempel midden op een kruising of T-splitsing wordt een 'punaise' genoemd. Dit is geen rotonde: verkeer kan en mag er recht overheen rijden.
Er bestaan in Nederland ook verkeersdrempels op (brom)fietspaden, bijvoorbeeld in recreatieve duingebieden, bedoeld om de snelheid van wielrenners te beperken. In woongebieden zijn bromfietsdrempels vaak uitgevoerd als verdiepte dubbele sinusvorm. Door deze verzonken vorm worden de drempels minder snel met een 'sprong' genomen. Houten was de eerste gemeente in Nederland die in 1997 bromfietsdrempels heeft aangelegd tegen brommeroverlast.

## Verkeersplateau
Soms valt een verkeersdrempel samen met een kruispunt. Dit heet een verkeersplateau. Zijn er trottoirs, dan is het plateau even hoog als de trottoirs, wat plezierig is voor overstekende voetgangers en vooral voor rolstoelen en kinderwagens.
De snelheid waarmee men comfortabel over een plateau kan rijden hangt af van de snelheid van het verkeer, het ontwerp en het gebruikte voertuig. Het verschil met een verkeersdrempel is de lengte van het vlakke (hoge) deel tussen de oprit en de afrit. Deze is minimaal zo lang dat het voertuig er in z'n geheel op kan staan.

## Negatieve aspecten
Het afremmen en weer optrekken van auto's bij verkeersdrempels kan leiden tot een hogere uitstoot van schadelijke stoffen en tot meer geluidsoverlast en trillingen van de grond bij zwaar wegverkeer zoals vrachtwagens.
Drempels kunnen problemen opleveren bij sneeuwruimen en dwingen ambulances om er zeer langzaam te rijden, wat de aankomsttijd en dus mogelijk overlijden kan beïnvloeden.

### Andere infrastructurele snelheidsremmende maatregelen
- aanleg van een verhoogd plateau (bij kruisingen)
- Berlijns kussen: rechthoekige verhoging in het midden van de rijweg
- (fiets)suggestiestroken
- plaatsing van bloembakken of poortconstructies waardoor lokaal slechts één voertuig kan passeren
- asverschuiving
- verkeerseiland
- rammelstroken

### Overig
- Andreasstrip
- Bussluis
- Erf (verkeerswetgeving)